# Kowald (Gemeinde Voitsberg)
Kowald  ist eine Streusiedlung am Köflach-Voitsberger Becken in der Steiermark wie auch Katastralgemeinde der Stadtgemeinde Voitsberg im Bezirk Voitsberg. Sie war von 1850 bis zum 1. Jänner 1968 eine eigenständige politische Gemeinde.

## Ortsname und Geografie
Der Name Kowald stammt nicht vom Wort Kobold ab, sondern vermutlich von der Bezeichnung einer Gegend am Kowalt oder einem Hof- bzw. Besitzernamen. Bei dem Ort selbst handelt es sich um ein hochmittelalterliches Rodungsgebiet mit Einzelhöfen und Einödfluren.

## Geschichte
Archäologische Funde lassen auf eine Besiedelung während der römischen Kaiserzeit schließen. Erstmals urkundlich wird die Ortschaft im Jahr 1393 als Chobolt erwähnt. Weitere Erwähnungen stammen aus den Jahren 1410 als ob dem Chobolt zu Voytsperg, 1459 als am Kobalt und 1498 als Am Khowolt. Bis 1848 wohnten in Kowald Untertanen der Grundherrschaften Altenberg, Greißenegg, Kleinkainach, Krems, Lankowitz, Leonroth, Ligist, Obervoitsberg, Piber, Reiteregg und Stadl, die ihren Zehnt in Form von Getreide abgaben.
Im Jahr 1792 wurde im Auftrag der Stadt Voitsberg in Kowald nach Steinkohlevorkommen gegraben, welche angeblich bereits 1767 vom Gewerken Anton Weidinger entdeckt wurden. Ab 1842 wurde vom Gewerken Dr. Josef Schweighofer der Katharinen-Schacht in Betrieb genommen. Für die Zeit um 1850 sind zwei Karpfenteiche der Herrschaft Greißenegg in der Ortschaft belegt.
Im Jahr 1850 erfolgte die Konstituierung als „freie Ortsgemeinde Kowald“. Diese hatte bis zur Eingemeindung in die Stadtgemeinde Voitsberg am 1. Jänner 1968 Bestand.

- Anton Behmer (1868)
- Kajetan Zapfl? (1881/1883)
- Johann Schneebauer (1885)
- Simon Hösel (1886–1889)
- Zenobius Riemer (1890–1919)
- Felix Lesky (1919–1933)
- Josef Gußmack (20. Februar 1934) als Regierungskommissär
- N. Gantschnigg (1936)
- Josef Gußmack (1937)
- Felix Lesky (1938–1945)
- Franz Edler (Juli 1945–1948)
- Franz Gössler (1948–1967)

Der Abbau von Eisenerz wurde 1852 durch den Gewerken Carl Mayr im Barbara-Stollen begonnen, musste jedoch um 1860 Aufgrund zu geringer Vorkommen wieder eingestellt werden. Karl Pollay gründete 1859 die k. k. privilegierte Voitsberger Actien-Glasfabriksgesellschaft, eine Glasfabrik welche 1876 an S. Reich & Co. verkauft wurde. Aus dem 1868 von Anton und Eleonore Ulrich erbauten Ziegelofen entstand später das Ziegelwerk Kowald. Im Jahr 1868 gehörte Kowald zum Sanitätsrayon Voitsberg und die medizinische Versorgung erfolgte von Voitsberg aus. Für das Jahr 1872 ist die Gründung einer Freiwilligen Werkfeuerwehr in der Glasfabrik belegt. Weiters gibt es Belege für eine Zeugschmiede in Kowald, in der Werkzeug hergestellt, wurde für die Zeit um 1870/80.
Im Zuge des Baus einer Wasserleitung für die Stadt Voitsberg wurden im Jahr 1912 auch einige Teile der Gemeinde Kowald mit Trinkwasser versorgt. Eine erste geplante Eingemeindung nach Voitsberg im Jahr 1919 scheiterte am Widerstand der Kowalder Bevölkerung. Die Steirische Bergbaugesellschaft m. b. H. ließ 1922 nach neuen Kohlevorkommen graben. Über eine eigene Trafostation der Elektrizitätsgenossenschaft Kowald wurden ab 1924 erste Häuser der Gemeinde von einem Elektrizitätswerk in Voitsberg aus mit Strom versorgt. Im Jänner 1934 gab es in der Gemeinde Kowald 105 Langzeitarbeitslose. Als der Landeshauptmann Anton Rintelen im selben Jahr zu Besuch nach Voitsberg kam, wurden in Kowald Luftballons mit einer Hakenkreuzfahne steigen gelassen und beim Glashaus der Schlossgärtnerei von Greißenegg wurde ein Sprengkörper zur Detonation gebracht. Am 12. Februar 1934 traten die Arbeiter der Glasfabrik in den Streik und ab dem 15. Februar kam es zu Unruhen in deren Folge die Gemeindevertretung von Kowald aufgelöst und ein Regierungskommissär ernannt wurde. Im November 1944 waren 156 Kriegsgefangene, die in Kowald arbeiten mussten, gemeldet. Bei Bombenangriffen der Alliierten wurden mehrere Gebäude stark beschädigt und mehrere Personen getötet.
Am 8. April 1946 nahmen Frauen von Berg- und Glasarbeitern aus Kowald an einer Demonstration gegen die mangelnde Lebensmittelversorgung vor der Bezirkshauptmannschaft in Voitsberg teil. Am 8. November 1946 Jahres wurde von allen amtlichen Stellen die Errichtung der Pumpenfabrik Rudolf Bauer befürwortet, heute Röhren- und Pumpenwerk Bauer GmbH. Der Gößnitzbach überschwemmte und vermurte am 25. Juli 1948 nach schweren Unwettern Äcker und Wiesen mehrerer Bauern der Gemeinde, was teilweise zu starken Ernteverlusten führte. Im Mai 1949 wurde der Kulturverein der Werktätigen der Glasfabrik Voitsberg gegründet.
Am 1. Januar des Jahres 1968 wurde Kowald in die Stadtgemeinde Voitsberg eingemeindet.

## Bauwerke

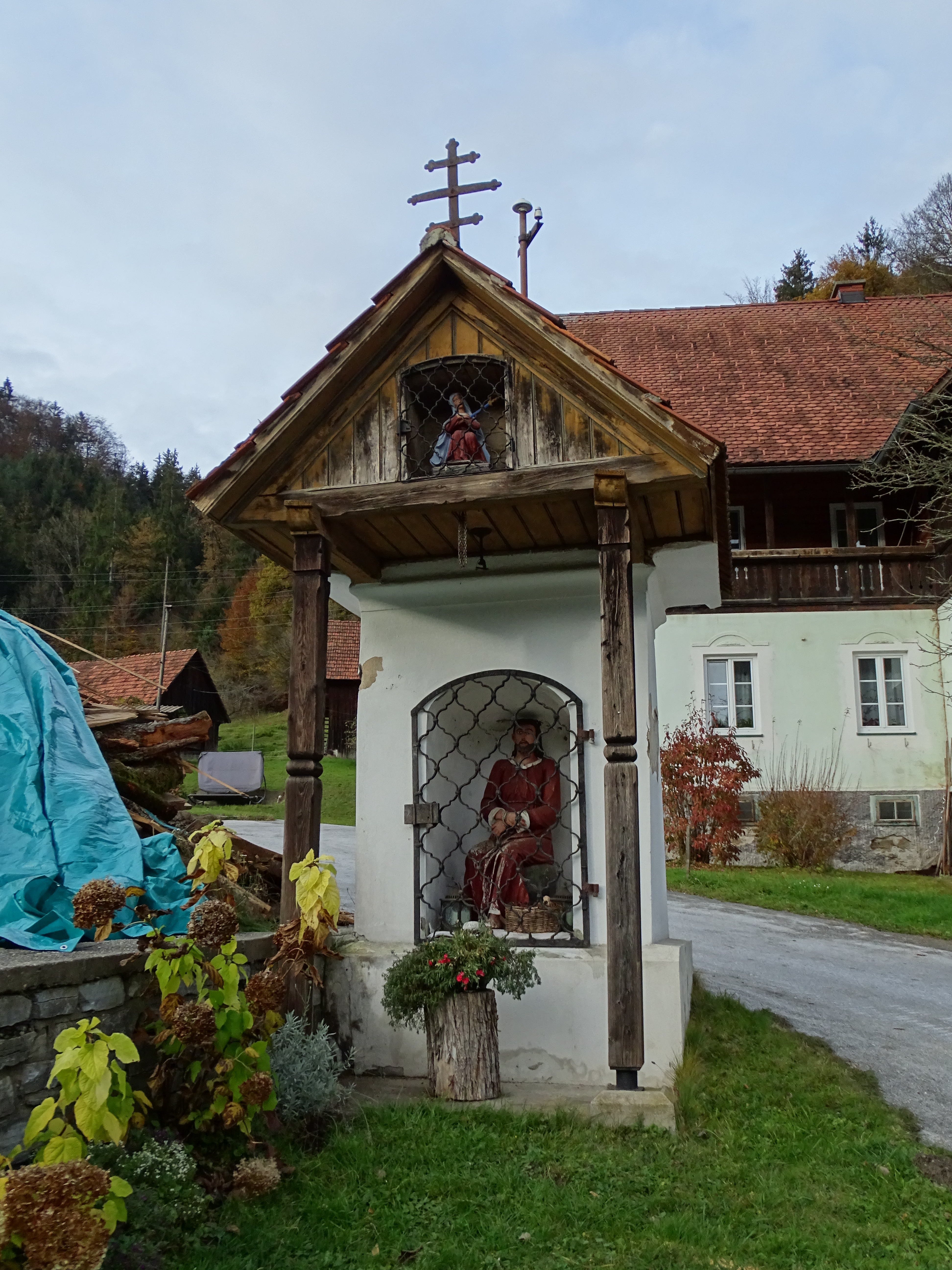
Der aus dem 18. Jahrhundert stammende Moarhofbauer-Bildstock.

Zu den erwähnenswertesten Bauwerken in Kowald gehören die nach dem Zweiten Weltkrieg errichtete Wolfshuberkapelle und die vermutlich im 18. Jahrhundert erbaute Moarhofkapelle mit einer Statue des gemarterten Christus. Weiters befindet sich in der Nähe des Schlosses Greißenegg ein Tabernakelbildstock.

## Persönlichkeiten

### Söhne und Töchter von Kowald
- Peter Zoisl (1931–2003), Bergmann, Betriebsrat, Gewerkschafter und Politiker (SPÖ)